# وركيات الفم
وركيات الفم أو طائفة ميروستوماتا أو فخذيات الفم(الاسم العلمي: Merostomata) من اليونانية (meros) = «ورك» + (stoma) = «فم». وهي مجموعة منقرضة من عريضات الأجنحة (عقارب البحر) وسيفيات الذيل (سرطان حدوة الحصان). وقد استخدم هذا المصطلح جيمس دوايت دانا للإشارة إلى سيفيات الذيل فقط، ولكن تم تم تنقيحه بواسطة هنري وودوارد ليعم كلا المجموعتين.